# فران آدریا
فِـران آدریا آکوستا (کاتالونیایی: Fernando Adrián Acosta؛ زادهٔ ۱۴ مهٔ ۱۹۶۲) سرآشپز و مؤلف اهل اسپانیا است. وی سرآشپز رستوران مشهور بویی در رُسِـس کوستا برابا بود و یکی از بهترین سرآشپزهای دنیا محسوب می‌شود. او اغلب با برادرش آلبرت آدریا، که قناد و شیرینی‌پز مشهوری است، همکاری کرده‌است.
او در پاییز ۲۰۱۰، به همراه خوزه آندرس یک دوره فیزیک آشپزی تحت عنوان «علم و آشپزی» را در دانشگاه هاروارد تدریس کردند.